# Ocean Avenue (singolo)
Ocean Avenue è un singolo del gruppo musicale statunitense Yellowcard, pubblicato nel 2004 ed estratto dall'album omonimo.
Il 15 dicembre 2023 è uscita una versione remixata della canzone da parte di Steve Aoki.
Nel 2024 gli Yellowcard hanno pubblicato una rivisitazione della canzone insieme agli Hammock.

## Tracce
1. Ocean Avenue – 3:18
2. Way Away (Acoustic) – 3:47
3. Firewater – 3:27